# Sara Gomer
Sara Louise Gomer (Torquay, 13 maggio 1964) è un'ex tennista britannica.
La sua vittoria al Northern California Open nel 1988, unico titolo del circuito maggiore conquistato in carriera, segnò per molti anni l'ultimo torneo di singolare vinto da una tennista britannica, fino al 14 ottobre 2012, quando, dopo oltre ventiquattro anni, Heather Watson, vincendo l'HP Open, riporta la Gran Bretagna al successo in singolare.

## Statistiche

### Singolare

#### Vittorie (1)
Legenda
| Grande Slam (0)               |
| VS, WTA Tour Championship (0) |
| Tier I (0)                    |
| Tier II (0)                   |
| Tier III (0)                  |
| Tier IV & V (0–1)             |
| VS (0)                        |

| Numero | Data           | Torneo                          | Superficie | Avversaria in finale | Punteggio |
| 1.     | 31 luglio 1988 | Northern California Open, Aptos | Cemento    | Robin White          | 6–4, 7–5  |

#### Finali perse (1)
Legenda
| Grande Slam (0)               |
| VS, WTA Tour Championship (0) |
| Tier I (0)                    |
| Tier II (0)                   |
| Tier III (0)                  |
| Tier IV & V (0–1)             |
| VS (0)                        |

| Numero | Data            | Torneo                | Superficie | Avversaria in finale | Punteggio   |
| 1.     | 31 gennaio 1988 | ASB Classic, Auckland | Cemento    | Patty Fendick        | 3–6, 6(3)–7 |

## Rendimento in progressione

### Singolare
| Sigla | Risultato          |
| ----- | ------------------ |
| V     | Vincitrice         |
| F     | Finalista          |
| SF    | Semifinalista      |
| QF    | Quarti di Finale   |
| 4T    | Quarto turno       |
| 3T    | Terzo turno        |
| 2T    | Secondo turno      |
| 1T    | Primo turno        |
| LQ    | Turno di Qualifica |
| A     | Assente            |

| Legenda superfici     |
| Cemento               |
| Terra rossa           |
| Erba                  |
| Superficie variabile1 |

| Torneo                       | 1983          | 1984          | 1985          | 1986          | 1987          | 1988          | 1989          | 1990          | 1991          | 1992          | Titoli | V-S     |
| ---------------------------- | ------------- | ------------- | ------------- | ------------- | ------------- | ------------- | ------------- | ------------- | ------------- | ------------- | ------ | ------- |
| Grande Slam                  |               |               |               |               |               |               |               |               |               |               |        |         |
| Australian Open, Melbourne   | LQ            | 1T            | 2T            | ND            | 2T            | 1T            | A             | 1T            | 1T            | 1T            | 0 / 7  | 4–8     |
| Roland Garros, Parigi        | 1T            | A             | 1T            | 1T            | 2T            | A             | 2T            | A             | 1T            | 2T            | 0 / 7  | 3–7     |
| Wimbledon, Londra            | 1T            | 1T            | 2T            | 2T            | 1T            | 2T            | 2T            | 2T            | 1T            | 1T            | 0 / 10 | 5–10    |
| US Open, New York            | LQ            | A             | 1T            | 2T            | 2T            | 1T            | 1T            | LQ            | 3T            | 1T            | 0 / 7  | 6–9     |
| Titoli                       | 0             | 0             | 0             | 0             | 0             | 0             | 0             | 0             | 0             | 0             | 0 / 31 | N/A     |
| Vittorie-Sconfitte           | 1–4           | 2–2           | 2–4           | 2–3           | 3–4           | 1–3           | 2–3           | 2–3           | 2–4           | 1–4           | N/A    | 18–34   |
| Giochi Olimpici              |               |               |               |               |               |               |               |               |               |               |        |         |
| Giochi Olimpici              | ND            | A             | Non disputati | Non disputati | Non disputati | 2T            | Non disputati | Non disputati | Non disputati | 1T            | 0 / 2  | 1–2     |
| Torneo di fine anno          |               |               |               |               |               |               |               |               |               |               |        |         |
| Virginia Slims Championships | A             | A             | A             | A             | A             | A             | A             | Non disputato | Non disputato | Non disputato | 0 / 0  | 0–0     |
| WTA Tour Championships       | Non disputato | Non disputato | Non disputato | Non disputato | Non disputato | Non disputato | Non disputato | A             | A             | A             | 0 / 0  | 0–0     |
| Titoli                       | 0             | 0             | 0             | 0             | 0             | 0             | 0             | 0             | 0             | 0             | 0 / 0  | N/A     |
| Vittorie-Sconfitte           | 0–0           | 0–0           | 0–0           | 0–0           | 0–0           | 0–0           | 0–0           | 0–0           | 0–0           | 0–0           | N/A    | 0–0     |
| Statistiche carriera         |               |               |               |               |               |               |               |               |               |               |        |         |
| Finali disputate1            | 0             | 0             | 0             | 0             | 0             | 2             | 0             | 0             | 0             | 0             | 2      | N/A     |
| Tornei vinti1                | 0             | 0             | 0             | 0             | 0             | 1             | 0             | 0             | 0             | 0             | 1      | N/A     |
| Vittorie-Sconfitte           | 15–21         | 11–14         | 19–17         | 15–16         | 20–22         | 20–18         | 10–15         | 17–12         | 17–16         | 9–11          | N/A    | 153–163 |
| Vittorie (%)                 | 41,67%        | 44,00%        | 52,78%        | 48,39%        | 47,62%        | 52,63%        | 40,00%        | 58,62%        | 51,52%        | 45,00%        | N/A    | 48,42%  |
| Ranking                      | 160           | 128           | 77            | 59            | 72            | 51            | 124           | 92            | 123           | 172           |        |         |

1 Solo nel circuito WTA